# Maksim Glušenkov
Maksim Aleksandrovič Glušenkov (in russo Максим Александрович Глушенков?; trasl. angl. Maksim Glushenkov; Smolensk, 28 luglio 1999) è un calciatore russo, centrocampista dello Zenit San Pietroburgo.

## Caratteristiche tecniche
È un esterno destro.

## Carriera

### Club
Cresciuto nel settore giovanile del Čertanovo, ha esordito in prima squadra il 24 luglio 2016 disputando l'incontro di Kubok Rossii perso 1-0 contro il Dolgoprudnyj
Nel gennaio del 2019 è stato acquistato dallo Spartak Mosca.
Oggi gioca allo Zenit San Pietroburgo.

### Nazionale
Ha giocato nelle nazionali giovanili russe Under-18, Under-19, Under-20 ed Under-21.
Nel 2022 ha esordito nella nazionale maggiore russa, con cui è andato a segno per la prima volta il 25 marzo 2025 nell'amichevole vinta 5-0 contro lo Zambia, in cui ha realizzato una tripletta.

## Statistiche
Statistiche aggiornate al 25 marzo 2025.

### Presenze e reti nei club
| Stagione               | Squadra                | Campionato             | Campionato | Campionato | Coppe nazionali | Coppe nazionali | Coppe nazionali | Coppe continentali | Coppe continentali | Coppe continentali | Altre coppe | Altre coppe | Altre coppe | Totale | Totale |
| Stagione               | Squadra                | Comp                   | Pres       | Reti       | Comp            | Pres            | Reti            | Comp               | Pres               | Reti               | Comp        | Pres        | Reti        | Pres   | Reti   |
| ---------------------- | ---------------------- | ---------------------- | ---------- | ---------- | --------------- | --------------- | --------------- | ------------------ | ------------------ | ------------------ | ----------- | ----------- | ----------- | ------ | ------ |
| 2016-2017              | Čertanovo              | PPF Ligi               | 20         | 7          | CR              | 1               | 0               |                    | -                  | -                  |             | -           | -           | 21     | 7      |
| 2017-2018              | Čertanovo              | PPF Ligi               | 22         | 8          | CR              | 2               | 1               |                    | -                  | -                  |             | -           | -           | 24     | 9      |
| 2018-gen. 2019         | Čertanovo              | 1D                     | 21         | 11         | CR              | 1               | 0               |                    | -                  | -                  |             | -           | -           | 22     | 11     |
| Totale Čertanovo       | Totale Čertanovo       | Totale Čertanovo       | 63         | 26         |                 | 4               | 1               |                    | -                  | -                  |             | -           | -           | 67     | 27     |
| 2018-gen. 2019         | Čertanovo-2            | PPF Ligi               | 2          | 2          |                 | -               | -               |                    | -                  | -                  |             | -           | -           | 2      | 2      |
| gen.-giu. 2019         | Spartak-2 Mosca        | PFN Ligi               | 2          | 1          |                 | -               | -               |                    | -                  | -                  |             | -           | -           | 2      | 1      |
| gen.-giu. 2019         | Spartak Mosca          | PL                     | 5          | 0          | CR              | 0               | 0               |                    | -                  | -                  |             | -           | -           | 5      | 0      |
| 2019-feb. 2020         | Spartak Mosca          | PL                     | 1          | 0          | CR              | 0               | 0               |                    | -                  | -                  |             | -           | -           | 1      | 0      |
| Totale Spartak Mosca   | Totale Spartak Mosca   | Totale Spartak Mosca   | 6          | 0          |                 | 0               | 0               |                    |                    |                    |             |             |             | 6      | 0      |
| 2019-feb. 2020         | Spartak-2 Mosca        | PFN Ligi               | 8          | 5          |                 | -               | -               |                    | -                  | -                  |             | -           | -           | 8      | 5      |
| 2019-2020              | Kryl'ja Sovetov Samara | PL                     | 10         | 3          | CR              | 0               | 0               |                    | -                  | -                  |             | -           | -           | 10     | 3      |
| 2020-2021              | Futbol'nyj Klub Chimki | PL                     | 6          | 2          |                 | -               | -               |                    | -                  | -                  |             | -           | -           | 6      | 2      |
| 2021-2022              | Kryl'ya Sovetov Samara | PL                     | 28         | 7          | CR              | 1               | 0               |                    | -                  | -                  |             | -           | -           | 29     | 7      |
| 2022-feb. 2023         | Kryl'ya Sovetov Samara | PL                     | 16         | 5          |                 | -               | -               |                    | -                  | -                  |             | -           | -           | 16     | 5      |
| Totale Kril'ya Sovetov | Totale Kril'ya Sovetov | Totale Kril'ya Sovetov | 54         | 15         |                 | 1               | 0               |                    |                    |                    |             |             |             | 55     | 15     |
| feb.-giu. 2023         | Lokomotiv Mosca        | PL                     | 13         | 5          |                 | -               | -               |                    | -                  | -                  |             | -           | -           | 13     | 5      |
| 2023-2024              | Lokomotiv Mosca        | PL                     | 29         | 6          | CR              | 1               | 0               |                    | -                  | -                  |             | -           | -           | 30     | 6      |
| Totale Lokomotiv Mosca | Totale Lokomotiv Mosca | Totale Lokomotiv Mosca | 42         | 11         |                 | 1               | 0               |                    |                    |                    |             |             |             | 43     | 11     |
| 2024-2025              | Zenit San Pietroburgo  | PL                     | 13         | 8          |                 | -               | -               |                    | -                  | -                  | SR          | 1           | 2           | 15     | 10     |
| Totale carriera        | Totale carriera        | Totale carriera        | 196        | 70         |                 | 6               | 1               |                    |                    |                    |             | 1           | 2           | 203    | 73     |

## Palmarès

### Club

#### Competizioni nazionali
- Supercoppa di Russia: 1

Zenit San Pietroburgo: 2024